# دردار بنفسجي
دردار بنفسجي (الاسم العلمي:Ulmus purpurea) هو نوع نباتي يتبع جنس الدردار من فصيلة الدردارية.